# 삼성중학교 (충북)
삼성중학교(三成中學校)는 대한민국 충청북도 음성군 삼성면 덕정리에 있는 공립 중학교이다.

## 학교 연혁
- 1951년 6월 30일 : 삼성고등공민학교 증축
- 1951년 12월 31일 : 삼성고등공민학교 설립인가(충청북도지사)
- 1952년 12월 31일 : 삼성고등공민학교 초대 이화진 교장 부임
- 1954년 3월 10일 : 삼성고등공민학교 제1회 졸업
- 1955년 5월 31일 : 삼성중학교 설립 인가(3학급)
- 1955년 6월 1일 : 삼성중학교 개교
- 1955년 11월 2일 : 삼성중학교 초대 이완영 교장 부임
- 1956년 3월 8일 : 제1회 39명 졸업 (남 35명, 여 4명)
- 2008년 12월 5일 : 다목적교실(모란관) 준공
- 2020년 11월 25일 : 행복씨앗학교 재지정
- 2021년 12월 10일 : 충청북도 자율학교 지정
- 2024년 1월 4일 : 제69회 28명 졸업(남 16명, 여 12명, 누계 8,376명)
- 2024년 3월 4일 : 제72회 입학 24명(남 9명, 여 15명)
- 2024년 9월 1일 : 제29대 임태수 교장 부임

## 참고 자료
- 삼성중학교 - 한국교육학술정보원 학교알리미